# Lamersdorf
Lamersdorf is een plaats in de Duitse gemeente Inden, deelstaat Noordrijn-Westfalen, en telt 1006 inwoners (2007).